# Georges Genoux-Prachée
Georges Genoux-Prachée, plus connu sous le nom de Georges Genoux, né le 13 novembre 1794 à Vesoul et mort le 29 octobre 1846 à Vesoul, fut député de la Haute-Saône.

## Biographie
Né à Vesoul en 1794, il devient avocat et conseiller de préfecture de la Haute-Saône, puis député de 1831 à 1846 (réélu en 1834, 1837, 1839 et 1842). 
Georges Genoux décède au 9 petite rue du Palais à Vesoul et repose désormais dans l'ancien cimetière de Vesoul.
Une rue du centre-ville de Vesoul porte son nom.

## Sources
- « Georges Genoux-Prachée », dans Adolphe Robert et Gaston Cougny, Dictionnaire des parlementaires français, Edgar Bourloton, 1889-1891 [détail de l’édition]